# Айбек Єгипетський
Айбек, аль-Малік аль-Муїзз Із ед Дін Айбек аль-Джавшангір аль-Туркмані ас-Саліх (араб. الملك المعز عز الدين أيبك التركماني الجاشنكير الصالحى) — перший султан з мамлюкської династії Бахрітів у Єгипті. Його ім'я перекладається з тюркської мови «Місяць-полководець»
Належав до туркменів (кочових тюрків), звідки його прізвисько Айбек аль-Туркмані. Розпочав службу на посаді джашнкіра (дегустатора їжі та напоїв султана), потім призначається хованджі (скарбника султана). Згодом отримує посади еміра. 1249 року гине аюбідський султан Туран-шах. 2 травня 1250 року підтримав захоплення влади Шаджар ед Дурр, яка призначила Айбека атабегом (головнокомандувачем). Згодом він оженився на султанші, яку у липні 1250 року мамлюки змусили зректися влади на користь Айбека. Останній отримав султанське ім'я аль-Малік аль-Муїзз. Його найближчими помічниками стали еміри Фаріс ад-Дін Актай, Бейбарс аль-Бундударі, Кутуз і Білбан аль-Рашиді.
Через 5 діб мамлюки оголосили також султаном Аль-Ашрафа Мусу з сирійських аюбідів. Це було зроблено для того, щоб протидіяти політиці Ан-Насір Юсуфу, еміру Алеппо (з династії Аюбідів), що висунув права на троні його підтримали сирійські еміри. Останнього визнав багдадський халіф Аль-Мустасім. Айбак домовився з останнім стосовно оголошення себе представником халіфа у Каїрі, чим закріпив свій статус. 
Айбек вів успішну боротьбу з прихильниками старої династії, які закріпились у Палестині. 1250 року домігся визнання влади на Меккою і Хіджазом. Проте вже 1253 року Расуліди відвоювали ці землі. Боротьба з ними велася до самої смерті султана.
Втім головним завданням стала боротьба з Ан-Насір Юсуфом, військам якого у жовтні 1250 року було завдано поразки у битві при Газі. 1251 року стикнувся з вторгненням армії на чолі із Ан-Насір Юсуфом, але 12 січня 1252 року у битві біля Аль-Саліхії, неподалік від Каїра, Айбак завдав поразки супротивнику, який вимушен тікати до Дамаска, а його син Тураншах, брат Нусрат ад-Дін і алеппський емір аль-Малік аль-Ашраф потрапили у полон. Перемога Айбака зміцнила його позицію як правителя Єгипту. Завдяки посередництву аббасидського халіфа Айбек звільнив в'язнів з роду Айюбідів, натомість отримав під свою владу південну Палестину з містами Газа, Єрусалим і сирійське узбережжя. Відчуваючи безпеку завдяки своїм перемогам і угоді з Айюбідами, 1252 року Айбек ув'язнив молодого співсултана Мусу і призначив Кутуза наїб ас-салтана (віцесултаном), запровадивши цю посаду.
1253 року почалося у Верхньому та Середньому Єгипті велике повстання бедуїнів під проводом Хісн ад-Діна Талаба. Його було придушено Актаєм, завдяки чого той набув значного впливу у державі. За цим Актай став готувати план повалення султана Айбека. У 1254 році в змові з Кутузом і кількома мамлюками Айбек запросив Актая до цитаделі і вбив його. Голову Актая викинули із цитаделі, після чого очільники мамлюків-бахрідів Байбарс аль-Бундукдарі та Калаун аль-Альфі втекли вночі до Дамаску та Ель-Караку. Айбек пограбував майно бахрі-мамлюків і повернув собі Олександрію, яку Актей контролював як ікту з 1252 року. Ті, хто не зміг втекти, були або ув'язнені, або страчені. Внаслідок цього Айбек став одноосібним володарем. Втім невдовзі уклав нову угоду з Ан-Насір Юсуфом, відмовившись від палестинських та сирійських володінь. 
У 1255 році у Верхньому Єгипті піднялося нове повстання під проводом Ізз аль-Діна Айбека аль-Афрама, чим вирішив скористатися Ан-Насір Юсуф, який відправив власні сили разом з мамлюками-вигнанцями. Проте Айбек завдав поразки обидвом ворогам. Для протидії Ан-Насіру Юсуфу 1257 року уклав союз з Бадр ад-Діном Лулу, маліком Мосула, оженившись на його доньці. У відповідь Айбек був убитий своєю дружиною та співправителькою Шаджар ед Дурр. На момент смерті йому було близько шістдесяти років. У Айбека було кілька синів, серед яких Насир ад-Дін хан і аль-Мансур Алі. П'ятнадцятирічний Алі став новим султаном.
Айбек побудував медресе в Каїрі, відоме під назвою аль-Медресе аль-Муїззя.